# Józef Chlipała
Józef Chlipała, ps. „Lubański” (ur. 12 lutego 1907 w Ochotnicy Dolnej, zm. 22 maja 1944 w Warszawie) – kapitan piechoty Wojska Polskiego.

## Życiorys
17 listopada 1928 roku rozpoczął naukę w Szkole Podchorążych Piechoty w Ostrowi Mazowieckiej. 15 sierpnia 1931 roku Prezydent RP Ignacy Mościcki mianował go podporucznikiem ze starszeństwem z dniem 15 sierpnia 1931 roku i 36. lokatą w korpusie oficerów piechoty, a Minister Spraw Wojskowych wcielił do 2 pułku piechoty Legionów w Sandomierzu, w którym 1 września tego roku został wyznaczony na stanowisko dowódcy plutonu.
W kampanii wrześniowej 1939 był dowódcą kompanii karabinów maszynowych i broni towarzyszącej pułku strzelców pieszych w składzie Warszawskiej Brygady Pancerno-Motorowej. Walczył w województwie warszawskim i lubelskim, po bitwie pod Tomaszowem Lubelskim dostał się do niewoli koło Zamościa, uciekł i przez Słowację dotarł do Budapesztu. Tam został aresztowany i osadzony w obozie internowania, ponownie uciekł i przez Jugosławię i Włochy dotarł w listopadzie 1939 roku do Francji. 

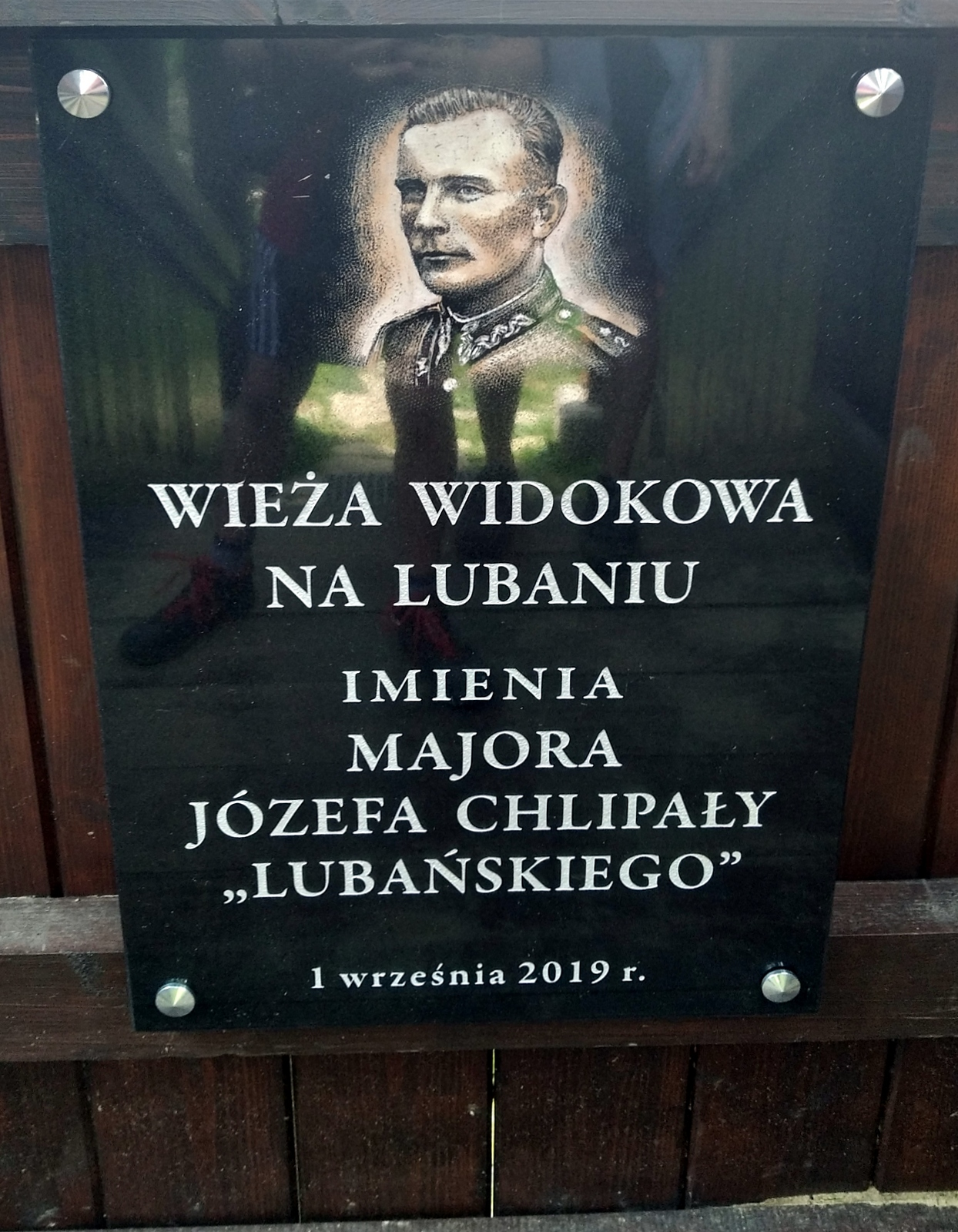
Tablica Na Lubaniu w Gorcach

Walczył w szeregach Wojska Polskiego w kampanii francuskiej, po upadku Francji, jako jeniec został osadzony w obozie Oflag XVII A w Edelbach w Austrii. Razem z oficerami francuskimi uciekł z obozu podkopem 20 września 1943 roku i przedostał się na teren okupowanej Polski. Zgłosił się do dyspozycji Komendy Głównej Armii Krajowej w Warszawie. Pod pseudonimem „Lubański” objął dowództwo kompanii batalionu „Karpaty” pułku dyspozycyjnego KG AK „Baszta”. 22 maja 1944 roku poległ w starciu z niemiecką policją.
Kapitan Józef Chlipała został pośmiertnie mianowany majorem i odznaczony Krzyżem Srebrnym Orderu Virtuti Militari.